# Тепе-Гіссар

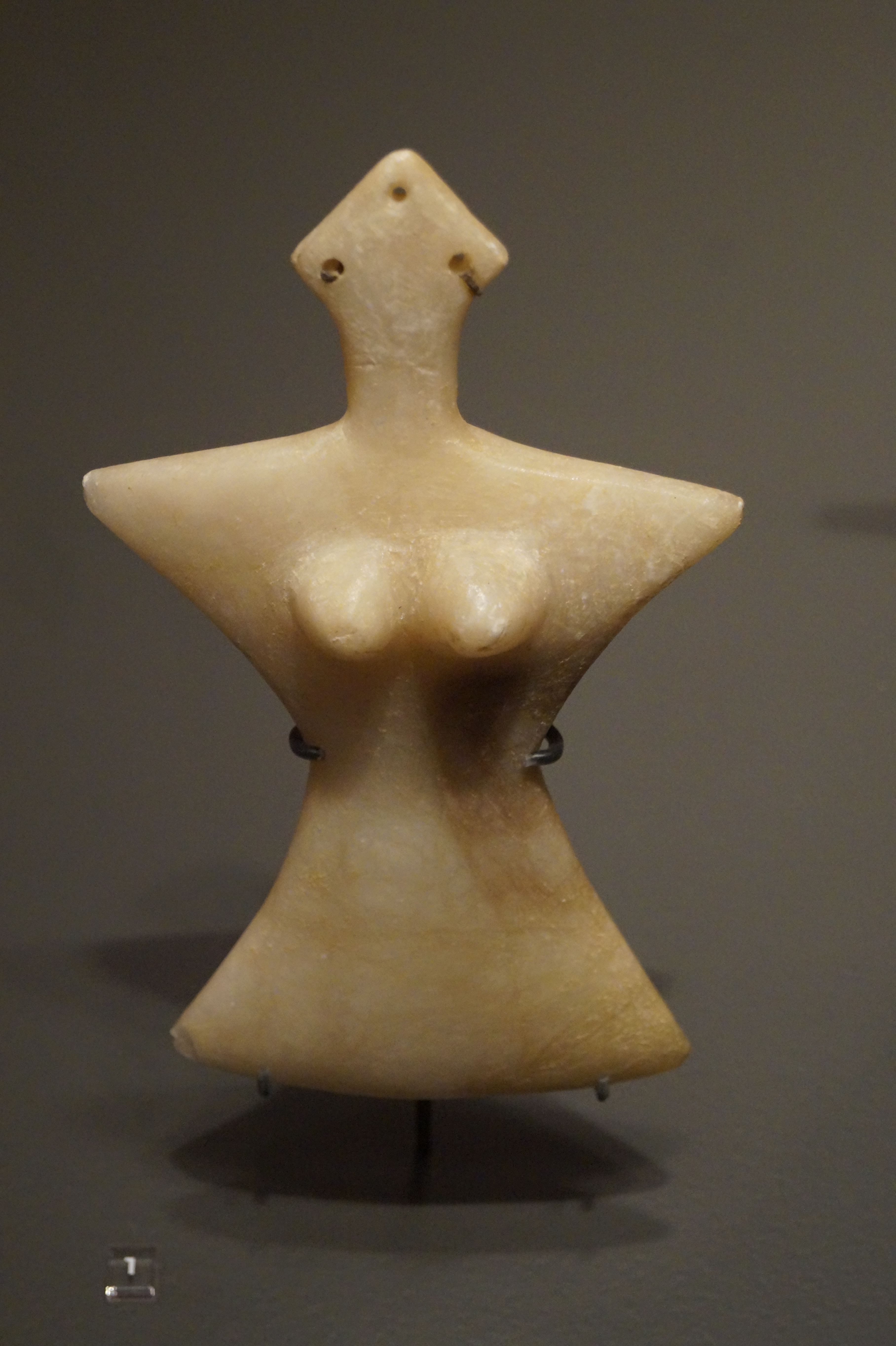
Статуетка з Тепе-Гіссар, шар III, алебастр, 2300-1900 рр. до н.е.

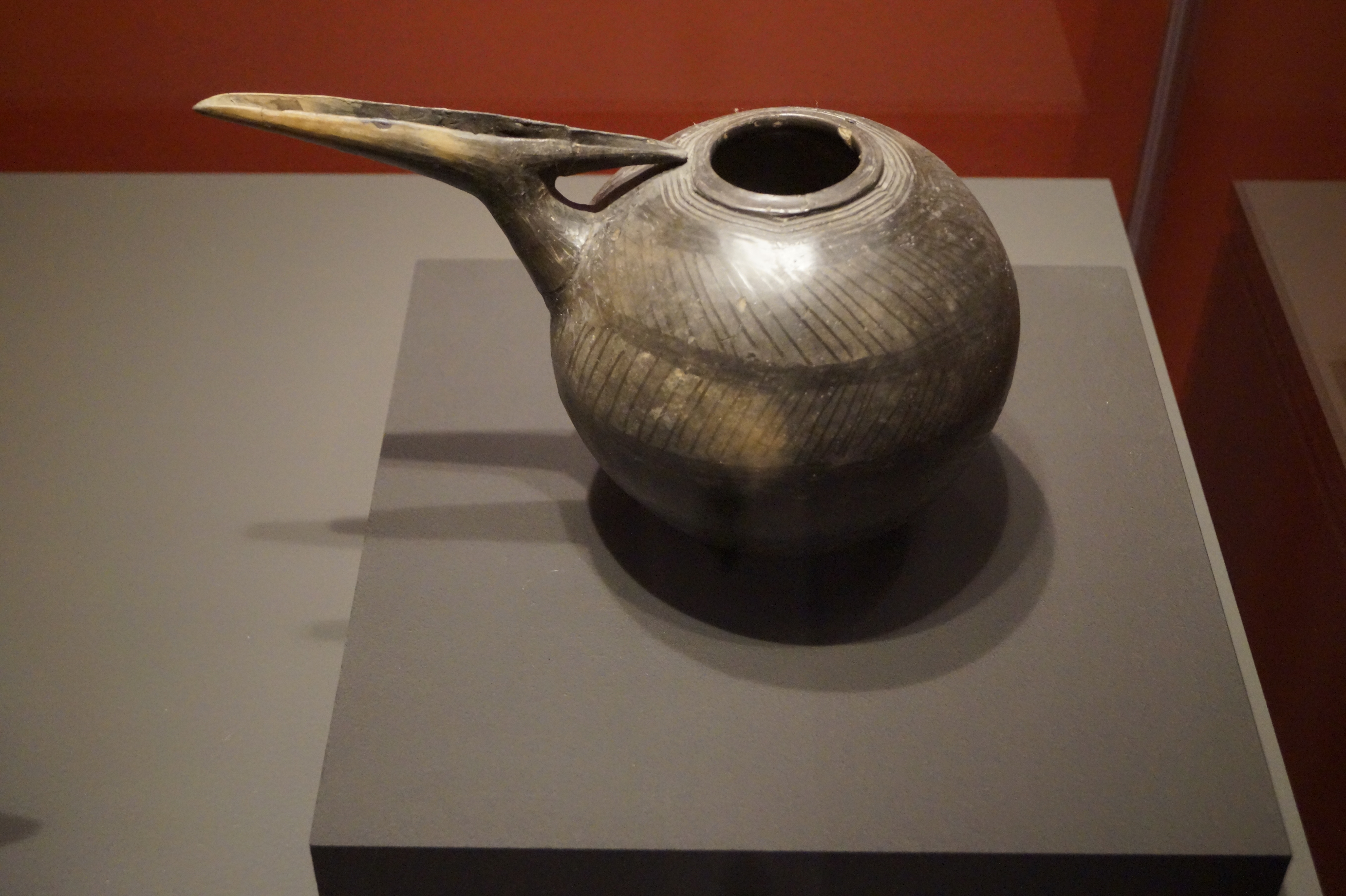
Стародавня кераміка з шару Гісар-Тепе III, 2300-1900 до н.е

36°09′16″ пн. ш. 54°23′06″ сх. д. / 36.154544° пн. ш. 54.384964° сх. д.
Тепе-Гіссар — стародавнє поселення епохи енеоліту і бронзової доби (4-е — початок 2-го тисячоліття до Р. Х.) біля Дамгану на півночі Ірану. Розкопки пам'ятника вів Музей археології та антропології Пенсільванського університету в 1931 і 1932 році під орудою Еріха Шмідта .
Городище було заселене 3900 — 1900 рр. до н.е. 
Були виявлені докази гончарства і металургії. 
Тепе має розміри 200 х 300 метрів; в минулому, можливо, мав у діаметрі близько 600 метрів. На місцевості були знайдено близько 16 000 стародавніх поховань. Як правило, тіла були поховані на боці у зігнутому положенні в простих ямах. Дуже рідко зустрічаються цегельні могили, що датуються вже пізнішим періодом. Сасанідський палац був розкопаний за 2200 м SW від Тепе-Гіссар.
. 
Архітектурні залишки складаються зі зруйнованих стін будинків із саману. Приміщення мають ортогональну форму, але чіткого плану забудови поселення у давніх мешканців не було. Розміри цегли варіюються від 47х23х11 см в ранній період до 65х33х9 см у пізній період. Знайдений невеликий вівтар вогню передбачає наявність храму у поселенні.

## Археологія
Загальна площа городища становить 200 га, включаючи численні кургани та кілька середньовічних ісламських фортець. 
Основна частина городища має площу 12 га.
Вперше місце було відкрите в 1877 році Альбертом Гоутум-Шиндлером, а потім досліджене в 1931 та 1932 роках Еріхом Шмідтом від імені Музею Пенсильванського університету (Schmidt 1933). 

У 1972 році було проведено поверхневе обстеження, а у 1976 році було виконано проект повторного дослідження з використанням сучасних методів стратиграфічних оцінок, типологічного аналізу кераміки та радіовуглецевого датування Музеєм Пенсильванського університету, Туринським університетом та Іранським центром археологічних досліджень. 

У 1995 році Есмаїл Ягмаї провів рятувальні розкопки, оскільки через центр ділянки проходила залізнична колія, після чого у 2006 році було проведено зондування території. 

## Періодизація
Діяльність людини поділяється на три основні періоди (I, II і III)

### Халколіт
Найдавніше датування непевне, але встановлено, що після 5000 року до н.е., в період енеоліту.
Цей період (Гіссар IA і IB) характеризується будівлями з саману і посудом ручної роботи (IA) і тонкого гончарного виробництва (IB), прикрашеним геометричними, рослинними і тваринними візерунками. 
Найпоширенішими формами є невеликі кубки, миски та вази.

### Рання бронза
У другому періоді (Гіссар IIA і IIB), що датується 4 тисячоліттям до н.е. і початком 3 тисячоліття до н.е., переважає полірований сірий посуд, а велика кількість знахідок намистин з лазуриту і алебастру, а також докази масштабного виробництва сплавів на основі міді і свинцю і срібла свідчать про те, що пам'ятка відігравала дуже важливу роль у торгівлі та експорті металевих артефактів і напівкоштовного каміння з середньоазійських каменоломень до Месопотамії і Єгипту.

### Рання бронза — середня бронза
Третій період розвитку (Гіссар IIIA, IIIB і IIIIC), хронологічно віднесений до другої половини III тис. до н.е. і початку II тис. до н.е. (бронзова доба), може бути описаний як протоміська фаза, в основному характеризується зростанням багатства, демографічною концентрацією, масовим виробництвом простого посуду і будівництвом великих громадських і церемоніальних будівель. 
Знахідки масових поховань і людей з ознаками насильства інтерпретуються як наслідок воєнних дій або міжособистісного насильства
.
Існує значна культурна спадкоємність від ранніх поселень періоду Чешме-йє-Алі в Ірані і до пізнього гісарського періоду.
"Традиційно рання керамічна послідовність північно-східного Ірану починається з неолітичних м'яких виробів (бл. 6000 р. до н.е.), потім виробів Джейтун (VI тисячоліття до н.е.), "дзвінких" виробів Чешме-йє-Алі (бл. 5300-4300 рр. до н.е.) і, нарешті, виробів Гіссар ІА"

.

### Будинок вогню
У період Гіссар IIIB варто згадати Будинок вогню. 
Його інтерпретували по-різному через багатство вмісту та наявність спалених людських тіл і крем'яних наконечників стріл
. 
Спочатку його інтерпретували як укріплення, але знахідка невеликого жертовника вказує на те, що це могло бути святилище (Dyson and Remsen 1989).
Значні зміни відбулися наприкінці ІІІ тис. до н. е. 
Добре спланована архітектура періоду Гіссар IIIB була залишена і замінена погано спланованими архітектурними елементами періоду Гіссар IIIC, втіленими без урахування плану попереднього поселення. 
Крім того, можна згадати першу появу дійсно елітних поховань, таких як: "Воїнів", "Жерця" і "Маленької дівчинки" (Schmidt 1933), деякі з них містили елементи BMAC, такі як жолобчасті кам'яні колони.

## Промисловість
З самого початку розкопок було виявлено безліч керамічних побутових предметів. Кераміка розфарбовувалася зазвичай у червоний колір, прикрашалися візерунками із зображеннями тварин (птахів, гірських козлів, газелей). Серед знахідок варто відзначити велику кількість чашок, глечиків, мисок, кинджалів, ножів, шпильок, цвяхів, наконечників стріл. Особисті прикраси (намиста, браслети, сережки, кулони) інструменти та зброя (списи, мотики), предмети розкоші (судини, дзеркала) зроблені з міді.

### Металургійне виробництво
Присутність професійних ковалів, ймовірна, з першого періоду енеоліту
 . 
Щодо виробництва металу, то вже в період Гіссар I виготовляли як зброю (кинджали, леза ножів, наконечники стріл), так і інші інструменти (шпильки, прищіпки, вістря і голки).
У Гіссарі II і III мідні артефакти зростають у якості та різноманітності і містять особисті прикраси (сережки, підвіски, браслети, ремінці), знаряддя праці та зброю (бинти, списи, сагайдаки, долота, наконечники булави), а також предмети розкоші (посудини, дзеркала, скриньки, вишукано відлиті булавки і стрижні)
.
Важлива пам'ятка Тюренг-Тепе розташована в тому ж районі Ірану, має деякі паралелі з Гіссаром.
Подібне городище Шир-Ашіан-Тепе розташоване приблизно за 20 км на південний захід від Гіссара; допомогло уточнити хронологію Гіссара
.

## Сільське господарство
Економіка поселення була заснована на сільському господарстві. З розкопок Гіссара II було зроблено висновки «сільськогосподарська система, заснована на зернових [пшениця та ячмінь] та використання місцевих фруктових [оливки та виноград]» (Costantini and Dyson, p. 66), також було знайдено насіння сочевиці, гороху та бобових. Статуетки тварин (великої рогатої худоби, кози та вівці) вказують на скотарство (Mashkour 1998).